# Emisiones de metano en el Ártico

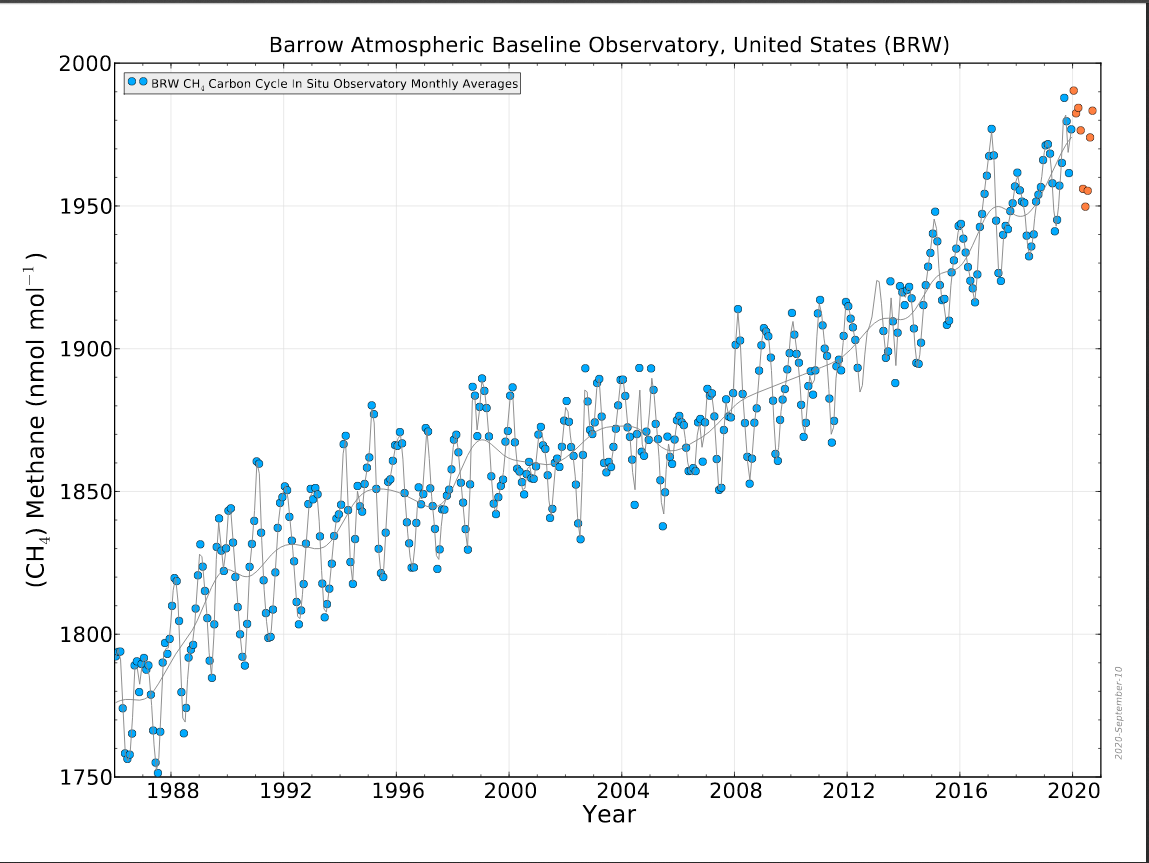
Concentraciones de metano en el Ártico hasta septiembre de 2020. En octubre de 2019 se alcanzó un pico mensual de 1987,88 ppb.

Las emisiones de metano en el Ártico son producto de la liberación de metano de los mares y suelos en las regiones de permafrost del Ártico. Si bien es un proceso natural a largo plazo, la liberación de metano se ve agravada por el calentamiento global. Esto tiene como resultado efectos negativos, ya que el metano es en sí mismo un potente gas de efecto invernadero.
La región ártica es una de las muchas fuentes naturales de metano, un gas de efecto invernadero. El calentamiento global acelera su liberación, debido tanto a la liberación de metano de las reservas existentes como a la metanogénesis en la biomasa en descomposición. En el Ártico se almacenan grandes cantidades de metano en depósitos de gas natural, permafrost y como clatratos submarinos. El permafrost y los clatratos se degradan con el calentamiento, por lo que pueden surgir grandes liberaciones de metano de estas fuentes como resultado del calentamiento global. Otras fuentes de metano incluyen taliks submarinos (capa de suelo no congelado durante todo el año que se encuentra en áreas de permafrost), el transporte fluvial, la retirada de complejos de hielo, el permafrost submarino y los depósitos de hidratos de gas en descomposición.
Las concentraciones en la atmósfera ártica son un 8-10% más altas que en la atmósfera sobre la Antártida. Durante las épocas glaciares frías, este gradiente disminuye a niveles prácticamente insignificantes. Los ecosistemas terrestres se consideran las principales fuentes de esta asimetría, aunque se ha sugerido que «el papel del Océano Ártico está significativamente subestimado». Se ha descubierto que la temperatura del suelo y los niveles de humedad son variables significativas en los flujos de metano del suelo en ambientes de tundra.

## Contribución al cambio climático
La liberación de metano del Ártico es en sí misma un importante contribuyente al calentamiento global como resultado de la amplificación polar. Observaciones recientes en el Ártico siberiano muestran un aumento en las tasas de liberación de metano del lecho marino del Ártico. Se estimó en 2013 que el permafrost terrestre, también en el ártico siberiano, liberaría 17 millones de toneladas de metano por año, un aumento significativo contra los 3,8 millones de toneladas estimados en 2006, y estimaciones anteriores de solo 500 mil toneladas. Esto se compara con alrededor de 500 millones de toneladas liberadas a la atmósfera anualmente de todas las fuentes.
Shakhova y col. (2008) estiman que no menos de 1.400 gigatoneladas (Gt) de carbono están actualmente encerradas como metano e hidratos de metano bajo el permafrost submarino del Ártico, y el 5-10% de esa área está sujeta a perforaciones por taliks abiertos. Concluyen que «la liberación de hasta 50 Gt de la cantidad prevista de almacenamiento de hidratos [es] muy posible para una liberación abrupta en cualquier momento». Eso aumentaría el contenido de metano de la atmósfera del planeta en un factor de doce veces.
En 2008, el sistema del Laboratorio Nacional del Departamento de Energía de identificó la desestabilización potencial del clatrato en el Ártico como uno de los escenarios más serios de cambio climático abrupto, que ha sido señalado para investigación prioritaria. El Programa de Ciencia del Cambio Climático de Estados Unidos publicó un informe a fines de diciembre de 2008 en el que se estimaba la gravedad del riesgo de desestabilización del clatrato, junto con otros tres escenarios creíbles de cambio climático abrupto.
Los hallazgos del estudio basados en la misión CARVE de la NASA concluyeron en 2015 que las emisiones de metano en el Ártico durante la estación fría son más altas de lo que se pensaba. El comunicado de prensa de JPL explicó:

El agua atrapada en el suelo no se congela completamente incluso por debajo de 32 grados Fahrenheit (0 grados Celsius). La capa superior del suelo, conocida como capa activa, se descongela en el verano y se vuelve a congelar en el invierno, y experimenta una especie de efecto sándwich cuando se congela. Cuando las temperaturas rondan los 32 grados Fahrenheit, la llamada "cortina cero", la parte superior e inferior de la capa activa comienzan a congelarse, mientras que la parte central permanece aislada. Los microorganismos en esta capa intermedia descongelada continúan descomponiendo la materia orgánica y emitiendo metano durante muchos meses en el período frío del Ártico cada año.

Hong y col. (2017) estudiaron la filtración de grandes montículos de hidratos en los mares árticos poco profundos en Storfjordrenna, en el mar de Barents cerca de Svalbard. Demostraron que aunque la temperatura del lecho marino ha fluctuado estacionalmente durante el último siglo, entre 1,8 y 4,8 °C, solo ha afectado la liberación de metano a una profundidad de aproximadamente 1,6 metros. Los hidratos pueden mantenerse estables a través de los 60 metros superiores de los sedimentos y las liberaciones rápidas actuales provienen de las profundidades del lecho marino. Concluyeron que el aumento en el flujo comenzó hace cientos o miles de años mucho antes del inicio del calentamiento que otros especulaban como su causa, y que estas filtraciones no están aumentando debido a un calentamiento momentáneo. Resumiendo su investigación, Hong declaró:

"Los resultados de nuestro estudio indican que la inmensa filtración encontrada en esta área es el resultado del estado natural del sistema. Comprender cómo interactúa el metano con otros procesos geológicos, químicos y biológicos importantes en el sistema de la Tierra es esencial y debe ser el énfasis de nuestra comunidad científica."

Investigaciones adicionales de Klaus Wallmann et al. (2018) encontraron que la liberación de hidratos se debe al rebote del lecho marino después de que el hielo se derritió. La disociación del metano comenzó hace unos 8 mil años cuando la tierra comenzó a subir más rápido que el nivel del mar y, como resultado, el agua comenzó a volverse menos profunda con menos presión hidrostática. Por lo tanto, esta disociación fue el resultado geológico de la elevación del lecho marino en lugar del calentamiento antropogénico. La cantidad de metano liberada por la disociación de hidratos fue pequeña. Descubrieron que las filtraciones de metano no se originan en los hidratos sino en depósitos de gases geológicos profundos (la filtración de estos formaba los hidratos originalmente). Concluyeron que los hidratos actuaron como un sello dinámico que regula las emisiones de metano de los depósitos de gases geológicos profundos y cuando se disociaron hace 8 mil años, debilitando el sello, esto condujo a la mayor liberación de metano que todavía se observa en la actualidad.

### Hielo marino ártico
Un estudio de 2015 concluyó que la disminución del hielo marino del Ártico acelera las emisiones de metano de la tundra ártica. Uno de los investigadores del estudio señaló: «La expectativa es que con una mayor disminución del hielo marino, las temperaturas en el Ártico continuarán aumentando, al igual que las emisiones de metano de los humedales del norte».

### Capas de hielo
Un estudio de 2014 encontró evidencia del ciclo del metano debajo de la capa de hielo del glaciar Russell  basado en muestras de drenaje subglacial que estaban dominadas por proteobacterias. Durante el estudio, se observó en Groenlandia el derretimiento superficial más extendido registrado durante los últimos 120 años; el 12 de julio de 2012, había agua no congelada en casi toda la superficie de la capa de hielo (98,6%). Los hallazgos indican que los metanótrofos podrían servir como un sumidero biológico de metano en el ecosistema subglacial, y la región fue, al menos durante el tiempo de muestreo, una fuente de metano atmosférico. El flujo de metano disuelto escalado durante los 4 meses de la temporada de deshielo de verano se estimó en 990 Mg CH4. Debido a que el glaciar Russell-Leverett es representativo de glaciares de salida similares de Groenlandia, los investigadores concluyeron que la capa de hielo de Groenlandia puede representar una fuente global significativa de metano. Un estudio en 2016 concluyó que los clatratos de metano pueden existir debajo de las capas de hielo de Groenlandia y de la Antártida, según evidencia pasada.

## Pérdida de permafrost

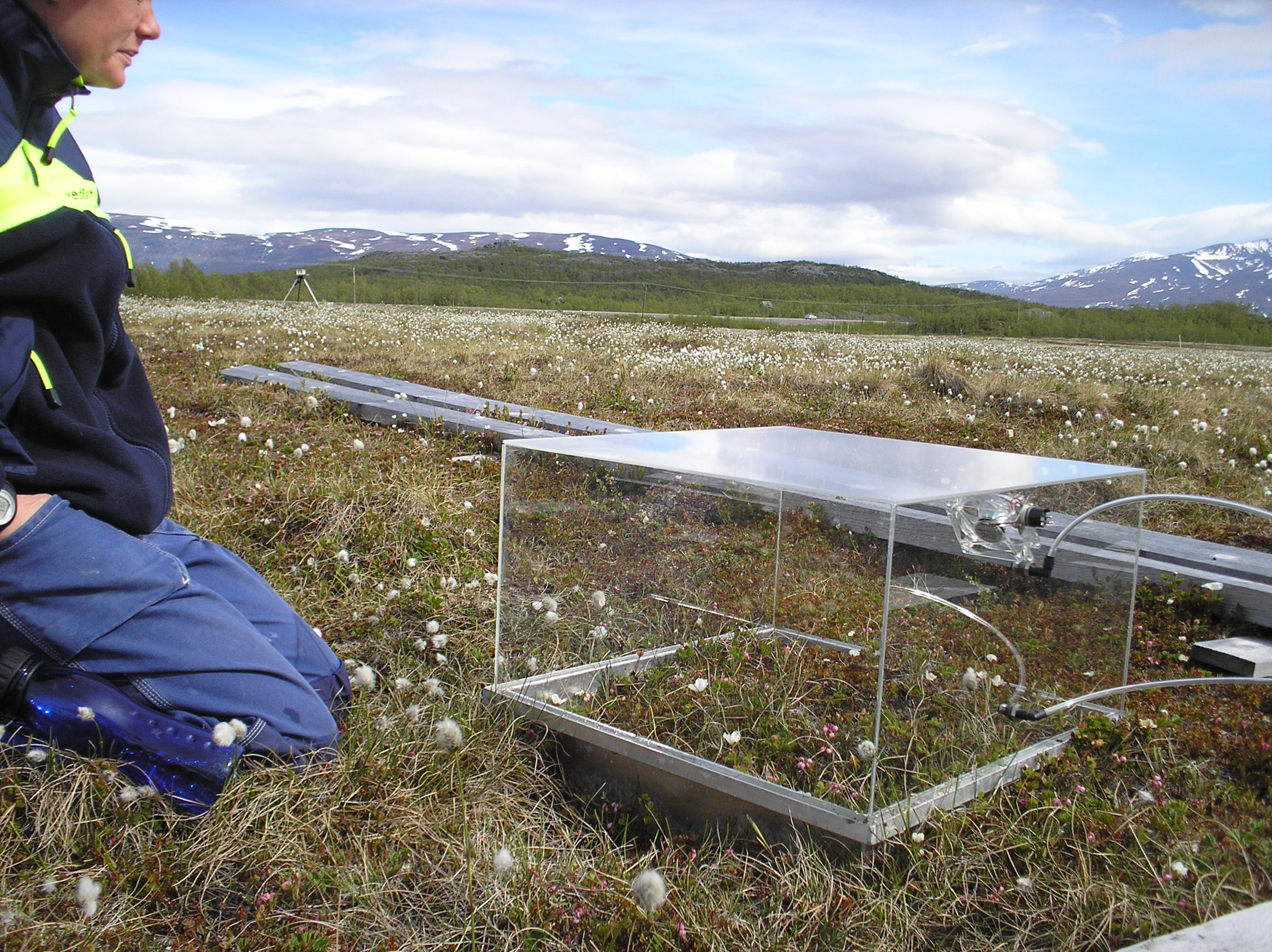
Cámaras de polimetilmetacrilato utilizadas para medir emisiones de metano y CO_{2} en una turbera cerca de Abisko, el norte de Suecia.

La pérdida de hielo marino se correlaciona con el calentamiento de las latitudes septentrionales. Esto tiene efectos de fusión sobre el permafrost, tanto en el mar como en la tierra. Lawrence et al. sugieren que el rápido derretimiento actual del hielo marino puede inducir un rápido derretimiento del permafrost ártico. Esto tiene efectos consecuentes sobre la liberación de metano y la vida silvestre. Algunos estudios implican un vínculo directo, ya que predicen que el aire frío que pasa sobre el hielo es reemplazado por aire caliente que pasa sobre el mar. Este aire cálido lleva calor al permafrost alrededor del Ártico y lo derrite, consecuentemente liberando grandes cantidades de metano. La liberación de metano puede ser gaseosa, pero también se transporta disuelto por los ríos. New Scientist afirma que «dado que los modelos existentes no incluyen efectos de retroalimentación como el calor generado por la descomposición, el permafrost podría derretirse mucho más rápido de lo que generalmente se piensa». Los análisis de datos de una expedición a puestos de avanzada remotos en el Ártico canadiense en 2016 indicaron que el permafrost se está descongelando 70 años antes de lo previsto.
Los investigadores rusos creen que las dolinas descubiertas en la península de Yamal en Siberia, a partir de julio de 2014, fueron causadas por el metano liberado debido al deshielo del permafrost. Cerca del fondo de la primera dolina, el aire contenía concentraciones inusualmente altas de metano, según las pruebas realizadas por los investigadores. Esta hipótesis apunta a la desestabilización de los hidratos de gas que contienen grandes cantidades de gas metano.
En abril de 2019, Turetsky et al. informaron que el permafrost se estaba descongelando más rápido de lo previsto, y que estaba sucediendo incluso en suelos de miles de años. También estimaron que el deshielo abrupto del permafrost podría liberar entre 60 y 100 gigatoneladas de carbono para el 2300, y que el deshielo abrupto del permafrost debería tener una investigación prioritaria y urgente. Los modelos climáticos que consideran solo el deshielo gradual del permafrost están subestimando sustancialmente las emisiones de carbono del deshielo del permafrost.
El hidrato de metano tiene una fuga en un área de al menos 7500 m2. En algunas áreas, las llamaradas de gas se extienden hasta 25 metros. Antes de su investigación, se propuso que el metano estuviera sellado herméticamente en el permafrost por profundidades de agua de hasta 100 metros. Sin embargo, cerca de la costa, donde el sello del permafrost se estrecha a tan solo 20 metros, existen cantidades significativas de fugas de gas.

## Quiebres de clatrato
El hielo marino y las condiciones frías que soporta sirven para estabilizar los depósitos de metano en y cerca de la costa, evitando que el clatrato se descomponga y desgasifique el metano a la atmósfera, provocando un mayor calentamiento. El derretimiento de este hielo puede liberar grandes cantidades de metano, un poderoso gas de efecto invernadero a la atmósfera, provocando un mayor calentamiento en un fuerte ciclo de retroalimentación positiva.
Incluso con los niveles existentes de calentamiento y derretimiento de la región ártica, se han descubierto liberaciones submarinas de metano relacionadas con la descomposición del clatrato y se ha demostrado que se filtran a la atmósfera. Un estudio ruso de 2011 frente a la costa de Siberia Oriental encontró columnas de más de un kilómetro que liberaban metano directamente a la atmósfera.
Según el seguimiento realizado en 2003/2004 por Shakhova et al., la capa superficial del agua de la plataforma en el mar de Siberia Oriental y en el mar de Laptev estaba sobresaturada hasta un 2500% en relación con el contenido de metano atmosférico medio actual de 1,85 ppm. Concentraciones anormalmente altas (hasta 154 nM o 4400% de sobresaturación) de metano disuelto en la capa inferior del agua de la plataforma sugieren que la capa inferior se ve afectada de alguna manera por fuentes cercanas al fondo. Teniendo en cuenta los posibles mecanismos de formación de tales columnas, sus estudios indicaron termoabrasión y los efectos del gas poco profundo o la liberación de hidratos de gas.
La investigación realizada en 2008 en el Ártico siberiano ha demostrado que el metano derivado del clatrato se libera a través de perforaciones en el permafrost del lecho marino.
Los efectos climáticos de una posible liberación de metano de los clatratos oceánicos globales pueden ser significativos en escalas de tiempo de 1 a 100 mil años, dependiendo de la temperatura del agua.